# Silvio Bonino
Silvio Bonino (Leones, 20 gennaio 1913 – ...) è stato un calciatore argentino naturalizzato italiano, di ruolo centrocampista.